# De Woot de Trixhe

Wapen van de familie de Woot de Trixhe

De Woot de Trixhe is een Zuid-Nederlandse adellijke familie.

## Geschiedenis
De vroegst bekende naam van deze familie is die van Jean Woot de Trixhe († 1545) die in 1490 trouwde met Catherine de Voroux. 
In 1650 werd adelsbevestiging verleend door keizer Ferdinand III ten gunste van Walthère de Woot de Trixhe.

## Charles de Woot de Trixhe
- Charles Thomas Joseph Hubert de Woot de Trixhe (Pessoux, 12 mei 1788 - 4 april 1845) was een zoon van Charles-Thomas de Woot de Trixhe (1754-1793), heer van Jannée (een leen in Pessoux) en van Isabelle d'Omalius. Hij trouwde in 1811 met Lucie de Baré de Comogne (1793-1869). Ze kregen vier kinderen. In 1839 werd hij in de adel opgenomen, met de titel baron overdraagbaar bij eerstgeboorte.
  - Ernest de Woot de Trixhe (1819-1880), burgemeester van Pessoux, verkreeg in 1847, als jongere zoon, de persoonlijke titel van baron, maar in 1870 bekwam hij overdraagbaarheid op alle afstammelingen. Hij trouwde in 1849 met Hélène du Monceau (1829-1850) en in 1852 met Félicie de Cesve (1829-1902).
    - Charles de Woot de Trixhe (1856-1904) werd burgemeester van Pessoux. Hij bleef vrijgezel en met hem doofde deze familietak uit.

## Lambert de Woot de Trixhe
Lambert Walthère de Woot de Trixhe (Braives, 10 november 1791 - Lamontzée, 26 april 1874), neef van de voorgaande, was een zoon van Arnold de Woot de Trixhe (1757-1839) en Marie-Catherine Jerosme (1765-1850). In tegenstelling met zijn vader die geen heropname in de adel vroeg, verkreeg Lambert in 1847 adelsverheffing met de titel baron overdraagbaar bij eerstgeboorte. Hij trouwde in 1812 met Marie Lheureux (1743-1817) en in 1819 met Marie-Catherine de Cerf (1781-1858). Met talrijke afstammelingen tot heden.

## Ernest de Woot de Tinlot
Ernest Philippe Auguste de Woot de Tinlot (Braives, 13 november 1768 - Luik, 19 maart 1831) was een zoon van Jean Philippe de Woot, heer van Braives, Nandrin, Ciplet en Tinlot, en van Marie-Anne de Nassau-Corroy. In 1816, onder het Verenigd Koninkrijk der Nederlanden, werd hij erkend in de erfelijke adel met de titel baron, overdraagbaar bij eerstgeboorte en benoemd in de Ridderschap van de provincie Luik. Onder het ancien régime was hij lid van de Provinciale Staten van Luik, kolonel en plaatscommandant in Luik. Hij trouwde in 1824 (hij was toen zesenvijftig) met Marie-Hélène de Grady de la Neuville (1774-1845), weduwe van graaf Renaud Calf de Noidans. Hij had ook twee broers, Maximilien en Alexandre de Woot, die net zoals hij in 1816 erfelijke adelserkenning verkregen, maar dit weigerden. Deze tak doofde uit.